# Irdorath
Irdorath ist eine Folk-Band aus Belarus, die 2011 in Minsk gegründet wurde.

## Geschichte
Seit ihrer Gründung im Jahr 2011 hat sich Irdorath vom Straßenmusikprojekt zum Headliner internationaler Folk-Festivals entwickelt.
Die Bandleader Uladzimir und Nadzeja trafen sich als Studenten. Im Jahr 2011 beendeten sie ihre beruflichen Karrieren, um sich ganz der Musik widmen zu können. Sie zogen in die belarussische Hauptstadt Minsk, mit dem Ziel, ein Album zu produzieren. Ohne Geld, Unterstützung und nützliche Kontakte lebten sie von 2011 bis 2012 in einem stillgelegten Sanatorium in der Nähe von Minsk, das zu einem Veranstaltungszentrum für historische Events ausgebaut werden sollte – manchmal ohne Strom und Wasser. Anton Shnip (Saiteninstrumentalist und Schlagzeuger) trat dem Projekt als gleichgesinnter Mitstreiter bei. Dieses Trio veranstaltete Mittelalter-, Gothic- und post-apokalyptische Partys, spielte Konzerte und führte ein Musical auf. Im Winter 2011/2012 baute die Gruppe ein großes Zelt über der Veranstaltungsbühne des Hauses, um bei strengem Frost das Album Ad Astra aufzunehmen – „Zu den Sternen“. Ein paar Monate später fand die Albumpräsentation in einem der größten Clubs in Minsk mit Erfolg statt: 700 Zuschauer erschienen, mehr als bei jedem vorherigen Solokonzert einer belarussischen Gruppe. Von 2012 bis 2013 tourte die Band durch Belarus, die Ukraine, Russland, Polen und Litauen, häufig mit Akteuren anderer Genres wie Feuershows, Neon-Shows oder Tänzerinnen.
Im Jahr 2014 traten Piatr „Pedro“ Marchanka (Saiteninstrumente), Nastassja Filipenka und Aliaksandra Aleksiuk (Violoncello) der Band bei. Das Instrumentenrepertoire erweiterte sich um Drehleier, Didgeridoo, Keyboard und Perkussion. Die Band entfernte sich von den rein mittelalterlichen Themen und legte ihren Fokus mehr auf Weltmusik und eigene Kompositionen. Im gleichen Jahr trat Irdorath auf einem der größten Mittelalterfeste auf: dem Festival-Mediaval in Selb (Deutschland).
Im Jahr 2015 veröffentlichten Irdorath das zweite Album Dreamcatcher, eine professionelle Studioproduktion. Die Band feierte die Veröffentlichung des Albums Dreamcatcher mit einem großen Solokonzert unter Mitwirkung von mehr als 20 Musikern und Darstellern. Das Konzert diente als Grundlage für die aktuellen Live-Videos der Band. Darüber hinaus produzierten Irdorath das erste offizielle Musikvideo zu As Bas. Es wurde sofort der populärste belarussische Clip im Folkbereich.
Ab 2016 engagieren sich Irdorath verstärkt auf dem deutschen Musikmarkt. Sowohl auf dem 25. Wave-Gotik-Treffen Leipzig, also auch auf dem Hörnerfest 2016 traten Irdorath auf.
Nach der Corona-Pandemie und ihrer politischen Gefangenschaft von 2021 bis 2023 baut die Band seit 2023 ihre Existenz und Karriere von Deutschland aus wieder auf. Ihr erster Schritt auf die Bühne – mit Worten statt Musik – fand im Juni 2023 beim Feuertanz Festival in Abenberg statt, wo sie unter Jubel und Freudentränen vom Publikum wieder in Freiheit begrüßt wurden.
Ihre erste musikalische Rückkehr auf die Bühne feierten Irdorath gemeinsam mit Faun beim Festival Mediaval im September 2023 und spielten dort ihren neuen Song „Zorami“. Im Dezember 2023 luden Corvus Corax ihre belarussischen Freunde zu einem Gastauftritt mit mehreren Songs in der Passionskirche ein.
Am 11. Mai 2024 spielen sie das erste Konzert nach langjähriger Zwangspause in Asendorf. Am 14. September 2024 spielten sie in Magdeburg in der Festung Mark als Vorband von „In Extremo“. Der erste Festivalauftritt der Band ist für das Wave-Gotik-Treffen 2024 in Leipzig angekündigt.

## Stil
Irdorath beschreibt ihren Musikstil als „Fantasie-Folk“, was eine grenzenlose und offene Verwendung verschiedener kultureller Einflüsse in den Eigenkompositionen deutlich machen soll: Geografisch von der Mongolei über den Balkan bis nach Europa, zeitlich aus Epochen der letzten 1000 Jahre. Die sechsköpfige Band um Uladsimir und Nadseja setzt dabei ausschließlich akustische Instrumente ein – von Mittelalter bis Neuzeit und aus verschiedenen Kulturkreisen (zum Beispiel Dudelsack, Drehleier, Maultrommel, Didgeridoo). Uladsimir beherrscht darüber hinaus den tuwinischen Kehlkopfgesang. Irdoraths Sound liefert neben filigranen Klängen klassischer Instrumente wie Cello, Geige und Klavier auch progressive Parts, deren Drive und Power vom pulsierenden Bass und zwei kraftvollen Schlagzeugen herrührt. Jedes Bandmitglied spielt mehrere Instrumente. Die englischen, russischen, belarussischen und makedonischen Texte entstammen der Welt der Legenden und Mythen.

## Politisches Engagement und Verhaftung
Die Mitglieder der Band waren Mitte August 2020 in Minsk bei Demonstrationen gegen den belarussischen Diktator Alexander Lukaschenka mitgelaufen und hatten dort unter anderem mit Dudelsäcken den berühmten Protestsong „Peremen!“ der russischen Band Kino gespielt. Bei einer Geburtstagsfeier der Sängerin Nadzeja Kalach nahm daraufhin ein Spezialkommando am 2. August 2021 16 Personen aus dem Umfeld der Band fest. Die belarussischen Sicherheitsbehörden begründeten die Festnahme damit, dass die Band „die Demonstranten zu unrechtmäßigem Verhalten gegenüber der Polizei angestachelt“ hätte. Zunächst wurden zehn Tagen Untersuchungshaft verhängt, die Haft wurde dann bis zum Beginn der Verhandlung verlängert.
Im August 2021 wurde gegen die Musiker Anton Shnip, Nadzeja Kalach (aka Nadzeja Irdorath), Uladzimir Kalach (aka Uladzimir Irdorath), Pjotr und Julija Marchanka sowie Dsmitryj Schymanski Anklage nach Artikel 342 des Strafgesetzbuches (Organisation oder aktive Teilnahme an Gruppenklagen, die die öffentliche Ordnung grob verletzen) erhoben. Durch gemeinsame Erklärungen von Menschenrechtsorganisationen, darunter Wjasna, der Belarussische Journalistenverband, das Belarussische Helsinki-Komitee wurden sie alle als politische Gefangenen anerkannt.
Die Verhaftung und Anklage von Irdorath sorgte auch international für Aufsehen. Andere Mittelalter-Musiker engagierten sich für die Freilassung der Band. In Berlin kam es zu einer Demonstration vor der belarussischen Botschaft unter Leitung von Corvus Corax.
Mitte Dezember 2021 wurden die ersten Urteile gegen Bandmitglieder gesprochen. Nadzeja und Uladzimir Kalach wurden zu je zwei Jahren Haft verurteilt.
Am 21. April 2023 wurden Nadzeya und Uladzimir aus der Haft entlassen und flohen kurz darauf aus Belarus in die EU.

## Diskografie
- 2012: Ad Astra (Album)
- 2015: Dreamcatcher (Album)
- 2016: Adde Duas (Single)
- 2017: Wild (Album)